# Pađene
Pađene (serb. Пађене) – wieś w Chorwacji, w żupanii szybenicko-knińskiej, w gminie Ervenik. W 2011 roku liczyła 175 mieszkańców.